# Istahr
Istahr (perz. استخر) je bio antički grad u provinciji Fars u južnom Iranu, pet kilometara sjeverno od Perzepolisa. Najveći procvat perzijski je grad doživio u ahemenidsko i sasanidsko doba.

## Povijest
Najstariji arheološki pronalasci iz okolice grada datiraju iz 4. tisućljeća pr. Kr., odnosno iz ranog brončanog doba. U doba perzijske dinastije Ahemenida grad se nalazio svega pet kilometara od glavnog grada Perzepolisa, odnosno 30-ak kilometara od bivše metropole Pasargada. Iz tog razdoblja pronađeni su ostaci karakterističnih perzijskih stupova sa životinjskim kapitelima. Nakon Aleksandrovog pohoda na Perzijsko Carstvo grad je razoren, no kasnije je oživio u doba Seleukida koji su ga koristili kao kovnicu, te Parta. Dolaskom dinastije Sasanida koju je uspostavio Ardašir I., Istahr postaje glavnim gradom Sasanidskog Carstva, no taj status kasnije gubi prebacivanjem sjedišta moći u Ktezifont. Dobro utvrđeni grad se uspio oduprijeti islamskim napadima 644. godine, no šest godina kasnije je osvojen i razoren. Kasnije je obnovljen, no vremenom gubi važnost u korist obližnjeg Širaza. Danas postoje samo ruševine grada, te ostaci zidina veličine 1400 x 650 metara i jarka koji je bio spojen s rijekom Pulvar. Moderni naziv grada Tahti Tavus znači „paunov tron“.

## Poveznice
- Perzepolis
- Pasargad
- Anšan
- Ekbatana
- Suza (Iran)
- Ktezifont

## Vanjske poveznice
- Istahr, opis i fotografije, Livius.org  Arhivirana inačica izvorne stranice od 14. svibnja 2011. (Wayback Machine)
- Britannica enciklopedija: Istahr
- Istahr, Orijentalni institut sveučilišta u Chicagu  Arhivirana inačica izvorne stranice od 10. lipnja 2010. (Wayback Machine)
- Satelitski prikaz lokacije (Google Maps)
- Arheološka istraživanja Istahra